# グラスハープ/草の竪琴
グラスハープ/草の竪琴（くさのたてごと、原題：The Grass Harp）は、1995年のアメリカ合衆国のドラマ映画。

## 概要
トルーマン・カポーティの同名の小説を原作とする。監督・製作はチャールズ・マッソーで、出演者のウォルター・マッソーの息子である。また、脚本家のスターリング・シリファントはこの作品が遺作となった。また、本作における演技でパイパー・ローリーは1997年度サウスイースタン映画批評家協会賞の最優秀助演女優賞を受賞した。

## あらすじ
舞台は1940年代のアラバマ州の田舎町。母親を亡くしたコリンは父親のいとこに引き取られる。優しいが夢見がちな姉のドリーと、町一番の資産家だが気難しい妹のベレナ。姉妹の性格は正反対であった。コリンはドリーと彼女のメイドのキャサリンと親しくなり、町の風変わりな人々とも交流を深めていく。

## キャスト
- ドリー・タルボ：パイパー・ローリー（さとうあい）
- ベレナ・タルボ：シシー・スペイセク（寺内よりえ）
- コリン・フェンウィック：エドワード・ファーロング
- 幼少期のコリン：グレイソン・フリッケ（本田貴子）
- キャサリン・クリーク：ネル・カーター（高乃麗）
- チャーリー・クール判事：ウォルター・マッソー（小島敏彦）
- アモス・ルグラン：ロディ・マクドウォール（長島雄一）
- モリス・リッツ博士：ジャック・レモン
- シスター・アイダ：メアリー・スティーンバージェン（本田貴子）
- ライリー・ヘンダーソン：ショーン・パトリック・フラナリー（落合弘治）
- ジュニアス・キャンドル：ジョー・ドン・ベイカー
- ユージーン・フェンウィック：スコット・ウィルソン
- モード・リオーダン：ミア・カーシュナー
- バスター牧師：チャールズ・ダーニング（城山堅）
- バスター夫人：ボニー・バートレット
- リチャーズ夫人：ドリス・ロバーツ
- チャーリー・クール・ジュニア：レイ・マッキノン
- ホテルの支配人：マーク・マクファーソン（落合弘治）

日本語吹替：オンリー・ハーツから発売されたVHS、DVDに収録。東北新社から「デジタルニューマスター版」として発売されたDVDには未収録。

## トリビア
本作は、名コンビといわれたジャック・レモンとウォルター・マッソーのコンビが出演している作品であるが、本作で姉妹を演じたパイパー・ローリーとシシー・スペイセクは『キャリー』においてそれぞれ娘役・母役で共演したコンビである。

## 受賞
- 1996年度 ファミリー・フィルム・アワード 最優秀監督賞（チャールズ・マッソー）[1]
- 1996年度 パームスプリングス国際映画祭 最優秀英語映画賞[1]
- 1997年度 サウスイースタン映画批評家協会賞 最優秀助演女優賞（パイパー・ローリー）[1]